# عزلة المعينة (ذمار)

تعديل مصدري - تعديل

عزلة المعينة هي إحدى عزل مديرية المنار في محافظة ذمار اليمنية ويبلغ تعداد سكانها 3793 نسمة حسب التعداد السكاني في اليمن لعام 2004.

## روابط خارجية
- الجهاز المركزي للإحصاء بالجمهورية اليمنية
- المركز الوطني للمعلومات باليمن
- World Gazetteer:Yemen
- الدليل الشامل